# 244P/Scotti
La comète Scotti 1, officiellement 244P/Scotti, est une comète périodique du système solaire, découverte le 30 décembre 2000 par James V. Scotti.